# Kolatan (Astara)
Kolatan è un comune dell'Azerbaigian situato nel distretto di Astara.